# Koriàkia
Koriàkia (rus: Коря́кский автоно́мный о́круг, Koriakski avtonomni ókrug) fou un districte autònom (subjecte federal) de la Federació Russa pertanyent a l'óblast de Kamtxatka des de 1931, a la qual es va integrar totalment l'1 de juliol del 2007 per formar el nou krai de Kamtxatka, on ara és un districte administratiu més. La capital és Palana.

## Geografia
El territori ocupava la meitat nord de la península de Kamtxatka, situada a l'extrem més oriental de Rússia (1 200 km de llargària i 450 km d'amplada màxima). És banyada a l'oest pel mar d'Okhotsk i a l'est per l'oceà Pacífic i la mar de Bering. La part central és travessada per dues serralades paral·leles (Sredinnyj i Vostocnyj), entre les quals s'estén la plana central de Kamtxatka, amb el riu del mateix nom.

## Població
La població era de 25.157 habitants segons el Cens rus (2002) i era estimada en 23.800 el 2005. Un 40% del total de la població eren indígenes, i els 6.710 koriaks n'eren el grup més important. Tanmateix, hi havia censats 12.719 russos. Segons el Cens rus (2002) la composició nacional era • russos 50,56% • koriaks 26,67% • txuktxis 5,61% •itelmens 4,69% • ucraïnesos 4,09% • evens 2,99% • tàtars 0,86% • belarussos 0,56% • kamtxadal 0,53% • i altres grups menors inferiors al centenar de persones. Endemés, el 0,76% dels habitants no informaren de la seva procedència ètnica.
|            | cens 1939      | cens 1959      | cens 1970      | cens 1979      | cens 1989      | cens 2002      |
| ---------- | -------------- | -------------- | -------------- | -------------- | -------------- | -------------- |
| Koriaks    | 6.855 (27,2%)  | 5.010 (18,2%)  | 5.893 (19,1%)  | 5.660 (16,2%)  | 6.572 (16,5%)  | 6.710 (26,7%)  |
| Txuktxis   | 1.267 (5,0%)   | 1.062 (3,9%)   | 1.164 (3,8%)   | 1.222 (3,5%)   | 1.460 (3,7%)   | 1.412 (5,6%)   |
| Itelmens   | 801 (3,2%)     | 900 (3,3%)     | 970 (3,1%)     | 1.002 (2,9%)   | 1.179 (3,0%)   | 1.181 (4,7%)   |
| Evens      | 714 (2,8%)     | 520 (1,9%)     | 613 (2,0%)     | 476 (1,4%)     | 713 (1,8%)     | 751 (3,0%)     |
| Russos     | 13.794 (54,8%) | 16.674 (60,6%) | 19.522 (63,1%) | 22.493 (64,5%) | 24.773 (62,0%) | 12.719 (50,6%) |
| Ucraïnesos | 847 (3,4%)     | 1.310 (4,8%)   | 1.186 (3,8%)   | 1.999 (5,7%)   | 2.896 (7,3%)   | 1.029 (4,1%)   |
| Altres     | 882 (3,5%)     | 2.049 (7,4%)   | 1.569 (5,1%)   | 1.999 (5,7%)   | 2.347 (5,9%)   | 1.355 (5,4%)   |